# Тафрина Визнера
Тафри́на Визнера, или тафрина малая (лат. Taphrina wiesneri) — вид грибов рода тафрина (Taphrina) отдела аскомицеты (Ascomycota), паразит вишни (Cerasus). Вызывает деформацию листьев (курчавость).

## Таксономия
Существует близкий к тафрине Визнера вид Taphrina cerasi, вызывающий у вишни появление ведьминых мётел. Некоторые авторы не признают существование двух видов, а включают название Taphrina cerasi (и его синонимы) в синонимику вида Тафрина Визнера.
Согласно базе данных Species fungorum, в современной таксономии оба вида, Taphrina cerasi и Taphrina wiesneri являются признанными.

## Распространение и хозяева
Тафрина Визнера встречается на деревьях и кустарниках рода Слива (Prunus), главным образом на представителях подрода Вишня (Cerasus).

## Близкие виды
- Taphrina cerasi вызывает «ведьмины мётлы».

## Курчавость листьев вишни
Поражённые листья весной распускаются раньше здоровых, становятся волнистыми, их края загибаются. На нижней стороне листьев появляется спороносящий слой тафрины в виде восковидного желтовато-белого налёта. Поражённые ветви приобретают приятный запах кумарина (зубровки).

### Способы борьбы
Поражённые ветви обрезают и уничтожают ранней весной или осенью, раны дезинфицируют и обрабатывают садовым варом. Опавшие листья убирают и сжигают. Для профилактики весной до раскрытия почек проводят опрыскивание 1 % бордоской жидкостью, повторно опрыскивают 0,7 % бордоской жидкостью через неделю после цветения.